# Cofradía del Descendimiento de la Cruz y Lágrimas de Nuestra Señora(Zaragoza)
La Cofradía del Descendimiento de la Cruz y Lágrimas de Nuestra Señora fundada en 1939 como cofradía penitencial, es una de las 25 de la Semana Santa de Zaragoza y de las más numerosas. Fundada en 1940 en la ciudad de Zaragoza.

## Historia de la cofradía
La Cofradía del Descendimiento de la Cruz y Lágrimas de Nuestra Señora, fue fundada en 1939 en el seno de la Real Congregación de la Asunción de Nuestra Señora y de San Luis Gonzaga del Colegio del Salvador de los padres Jesuitas, realizando su primera salida procesional el día 22 de marzo de 1940 en el Santo Entierro, portando el paso del Descendimiento de la Cruz, obra del bilbilitano José Alegre (1847), propiedad de la MIAR Hermandad de la Sangre de Cristo y Madre de Dios de Misericordia.
Un año más tarde inicia su primera salida procesional el Martes Santo, desde la Iglesia de Santa María Magdalena hasta la Iglesia de Santa Isabel para ya, desde 1943 y hasta 1997, hacerlo desde la Iglesia del Sagrado Corazón. Sus primeros Estatutos datan de 1942.
Poco tiempo después, en 1950, un nuevo Paso procesional se incorporará a sus desfiles, el de las Lágrimas de Nuestra Señora, Virgen bajo palio atribuida a la escuela de Salzillo y que es propiedad de la Cofradía. Inicialmente lo hace en la procesión del Martes Santo hasta que a partir de 1968 recibió la autorización del Sr. Arzobispo para participar en la procesión general del Santo Entierro.

## Sección instrumentos
Inicialmente los desfiles eran acompañados por bandas de música militares o de distintas instituciones, hasta que, en 1959, serán los propios cofrades los que formen una banda de 10 tambores y 2 timbales para acompañar a los pasos.Más tarde se une un tambor y un timbal que acompañan a la Jota que se convierte en oración.A partir del año 1960 la banda de tambores y timbales crece con rapidez, introduciendo así el bombo pasados los años, en concreto en 1975.

## Secciones (en general)

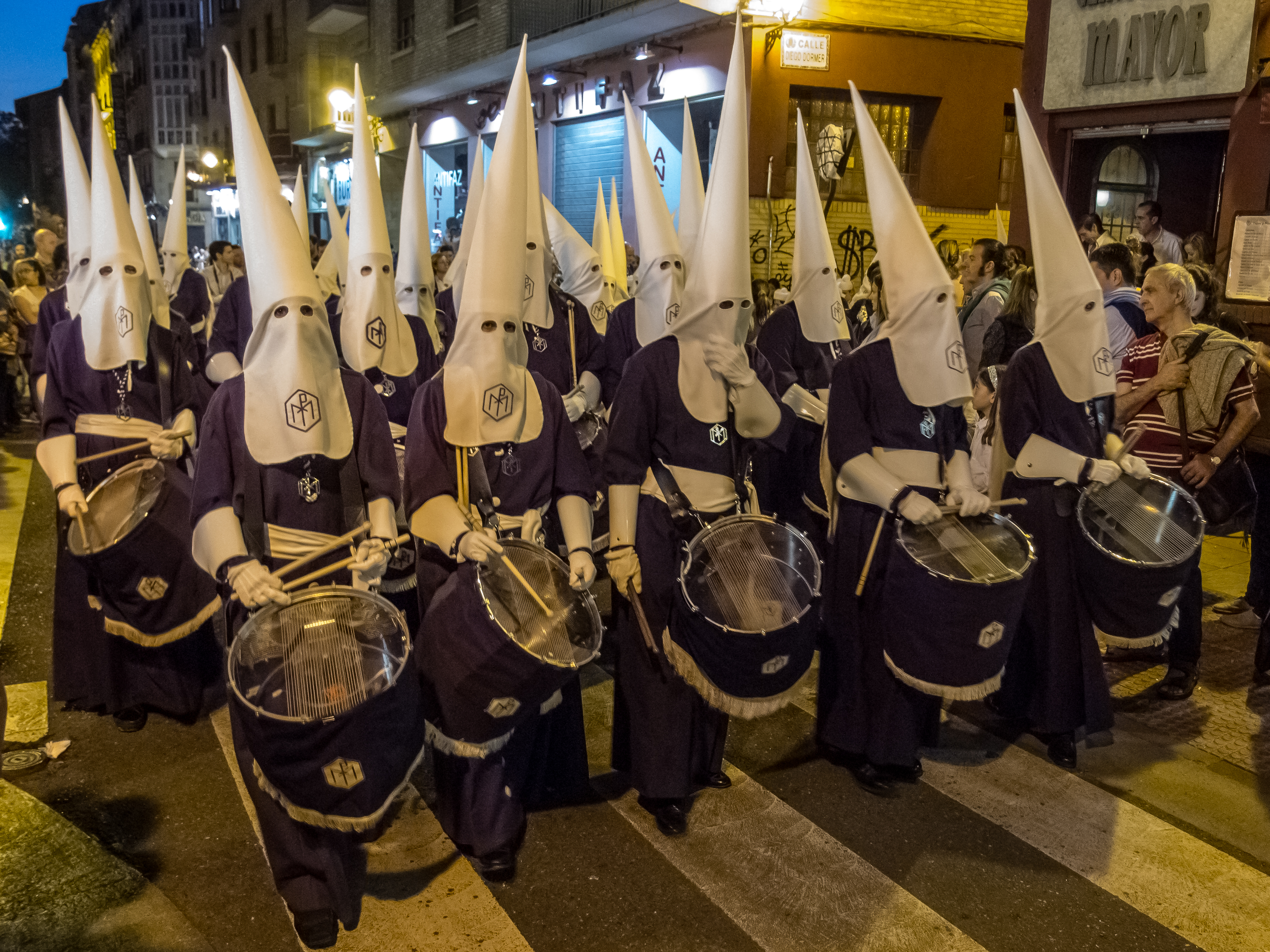
Sección instrumental

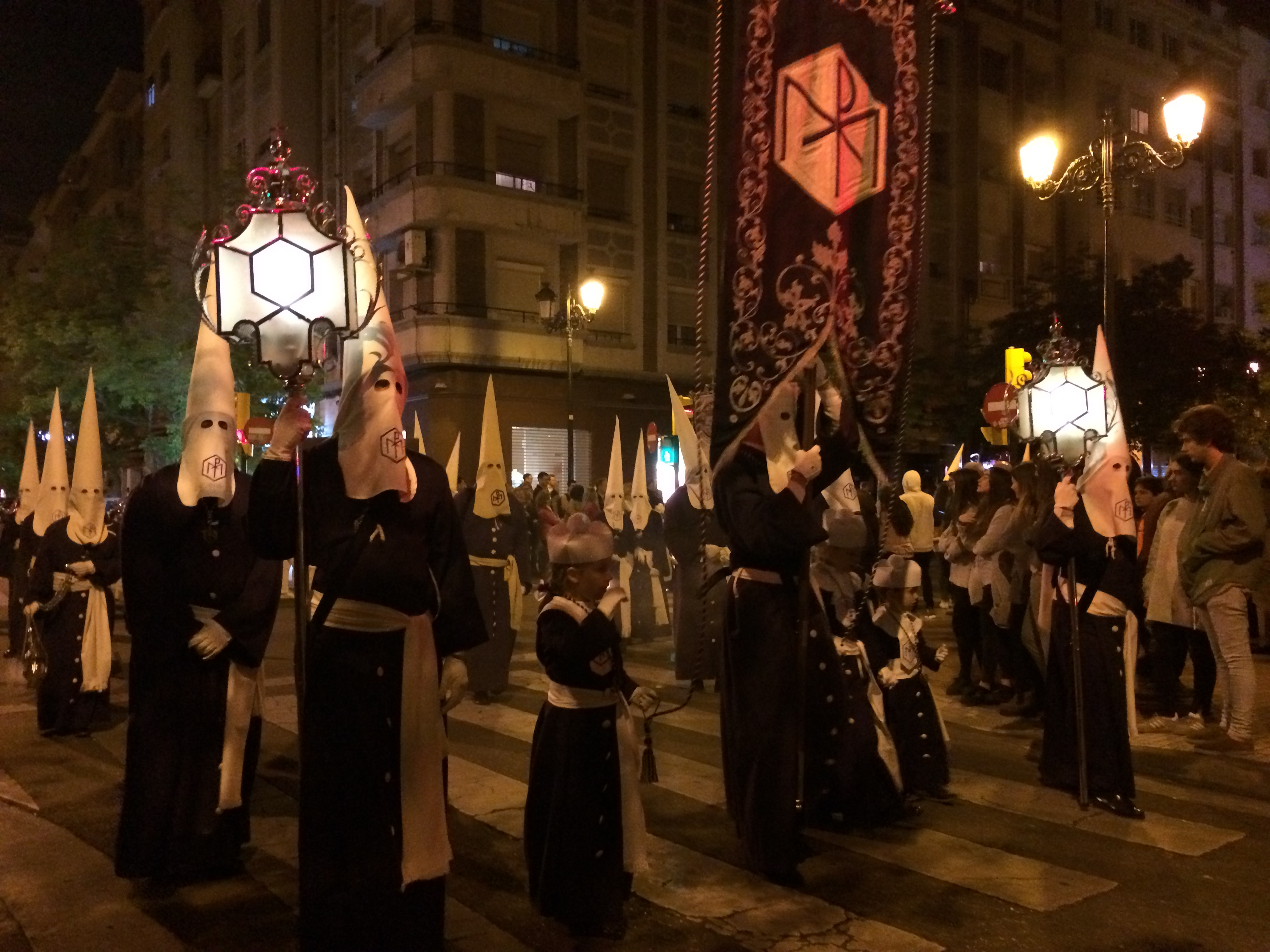
Algunos portadores de atributos

- Camareras de la Virgen: Las Camareras de la Virgen son las sucesoras de las Damas de Honor de la Virgen creadas en 1950. La Sección de Camareras fue fundada en 1972 cuando se permitió por primera vez la entrada a mujeres en la cofradía. Tienen Reglamento propio aprobado el 19 de mayo del 2000 en Capítulo General Extraordinario. Su misión principal es el cuidado de la imagen de Nuestra Señora de las Lágrimas, así como de vestirla. En los desfiles procesionales la acompañan vistiendo traje negro y mantilla española.
- Sección instrumental: En la Semana Santa de 1959 salen los primeros doce cofrades portando instrumentos (10 tambores y 2 timbales). Durante esos primeros años la incipiente banda formó de cinco en fondo, por delante del Paso del Descendimiento. En 1965, la Sección Instrumental se encarga por primera vez y en solitario del acompañamiento musical de la Procesión, ya que en este año ya no nos acompañaron las Bandas de Música que desde 1940 nos armonizaban las procesiones. En 1975 se incorpora el bombo a la Cofradía, siendo la primera cofradía en incorporar el Tercerol a los cofrades que portan dichos instrumentos. Hoy por hoy la Sección instrumental cuenta con Sección de Tambores, Timbales y Bombos.
- Portadores de atributos: diversos atributos componen la cofradía y su patrimonio: Guiones, Cruz In Memoriam, Faroles, Pebeteros, Arqueta, Cristo Yacente, etc.

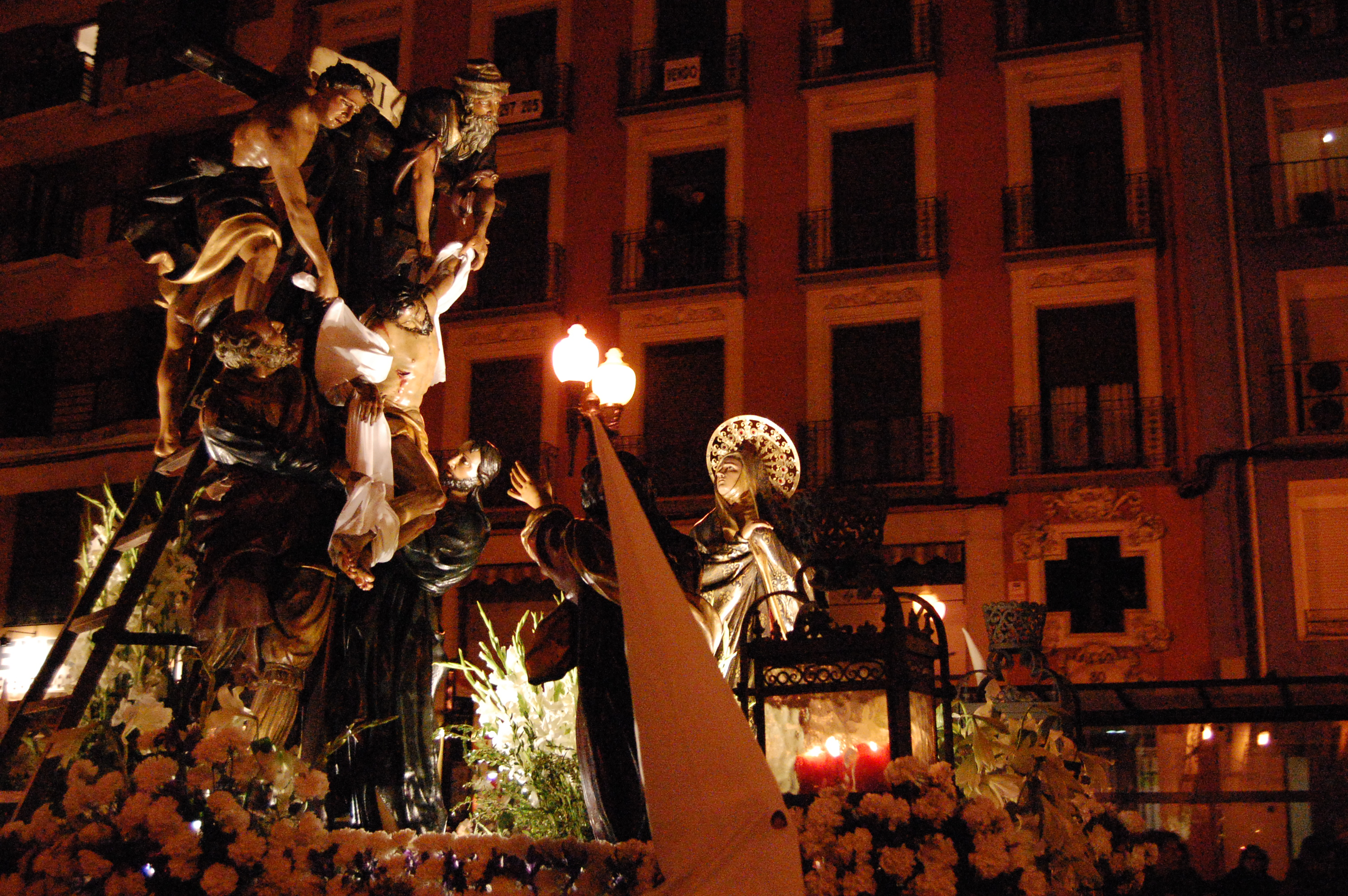
Descendimiento de la Cruz

- Portadores de Pasos: son los encargados de engalanar, portar y desmontar los dos pasos procesionales.
- Sección de Velas: Acompañan la procesión con velas y se sitúan en la misma al final de la Procesión.
- Sección infantil: Está formada por niños hasta 12 años inclusive, el año en el que cumplen trece, pasan a formar parte de la sección juvenil. (13 años y 14 años inclusive).

## Hábito
Para diseñar el hábito de la Cofradía se convocó un concurso de dibujantes en el seno de la Congregación para elegir el diseño definitivo.
Los colores blanco y morado derivaban del color de la cinta de la medalla de la propia Congregación. Morado para el hábito con botonadura y un cordón que cierra el cuello, ambos blancos y, blanco también para la faja anudada a la izquierda al estilo jesuita. También se ideó el capirote con un babero en donde está bordado el anagrama en morado y blanco, y completado por una capelina que cuelga por la parte posterior.
El hábito se complementa, con guantes y camisa blanca; y corbata, calzado y calcetines negros, así como pantalón oscuro.
Los Cofrades que pertenecen a la sección de instrumentos, si tocan el tambor o el timbal, llevan manoplas blancas, como la hacían las bandas de música militares. Los bombos llevan como prenda de cabeza el tercerol. Fue la primera Cofradía en incorporar el tercerol a los bombos en la Semana Santa de Zaragoza en el año 1975.
La Sección infantil viste el mismo hábito, sustituyendo como prenda de cabeza el capirote por Bonete romano blanco de tres puntas con borla central y babero, ambos blancos. En este último aparece bordado el anagrama de la Cofradía.

## Pasos

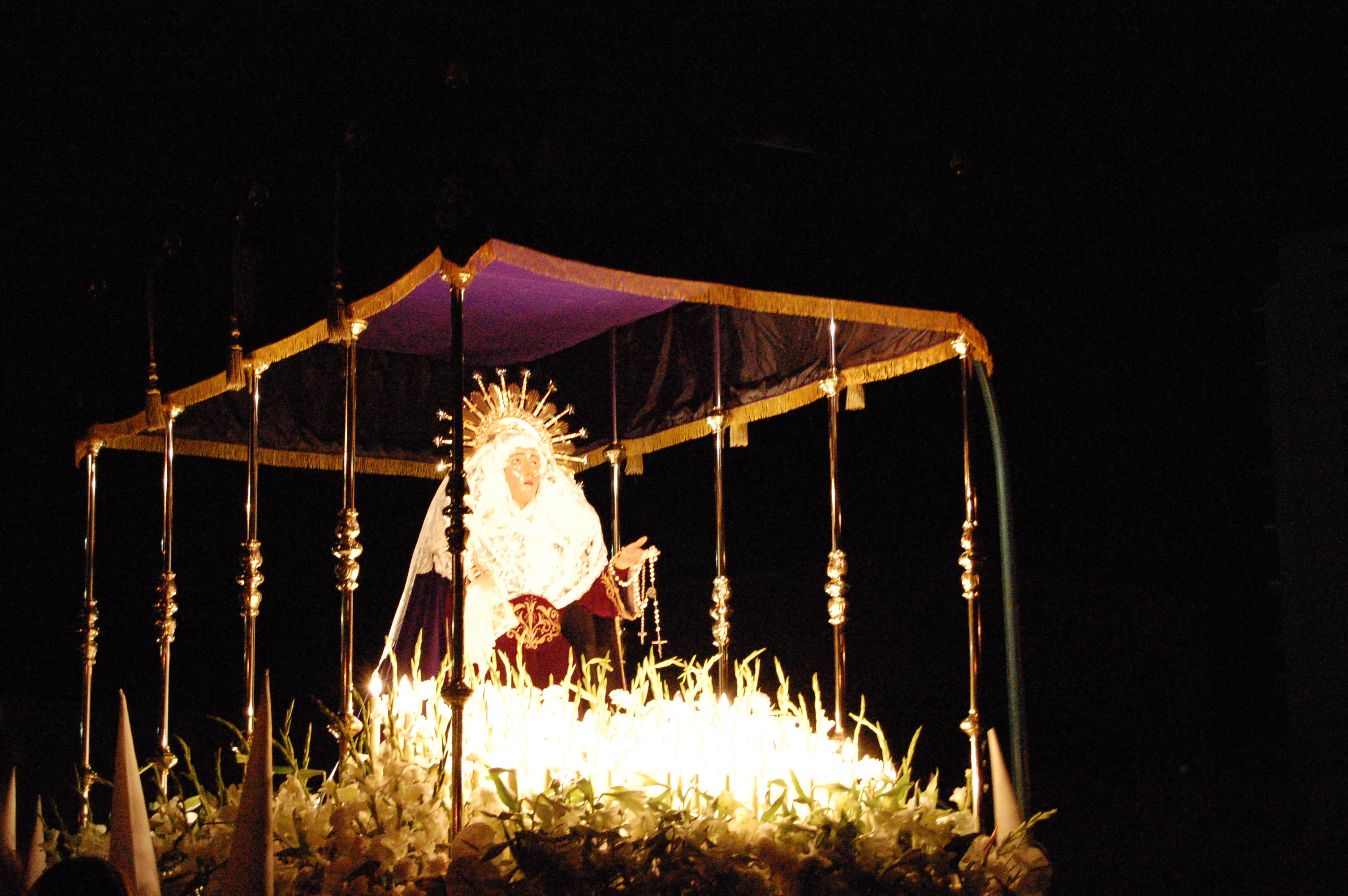
Paso de la Virgen de las Lágrimas

- Descendimiento de la cruz: construido en 1847 por Jose Alegre, este paso representa la bajada de la cruz de Jesús después de su muerte.Es una de las esculturas más importantes del siglo XIX en Aragón.En 1944 el paso, se tuvo que restaurar.
- Virgen de las Lágrimas: construido en 1949 por Arturo Guillén Urzaiz. Este paso representa la virgen María llorando, y en este caso le caen las representativas cinco lágrimas. Este paso surgió de un regalo que Arturo Guillén Urzaiz le hizo a la cofradía.
- Peana del Cristo de la Buena Muerte: Fue realizado para el nuevo altar de la congregación de la Buena Muerte de la iglesia del Sagrado Corazón recién construida en 1942. La imagen del Cristo fue construida en el año 1945 por los hermanos Navarro. Pasó a propiedad de la cofradía en 1997, cuando la Compañía de Jesús la cedió a causa del cierre de la iglesia. Actualmente, el Viernes de Dolores se realiza un Vía crucis en el cual se porta esta peana.

## Sedes
- Sede Canónica: Iglesia de Santa Isabel de Portugal Plaza de Santa Isabel-Zaragoza.
- Sede Social: Colegio del Salvador (PP. Jesuitas). C/Padre Arrupe, 13 50009-Zaragoza.